# فالديبيرناردو (محطة مترو أنفاق مدريد)
فالديبيرناردو (بالإسبانية: Valdebernardo)‏ هي محطة مترو أنفاق في مدريد في إسبانيا، تقع على الخط رقم 9.